# Aún hay algo
«Aún Hay Algo» es el segundo sencillo del segundo álbum de estudio de RBD, Nuestro Amor. La canción llegó al número 1 en México en diciembre de 2005. Promovió la segunda temporada de la telenovela.
Tiene una versión en portugués llamado "Venha de Novo O Amor" ("Vendrá de nuevo el amor"), que fue lanzada en Brasil. Más tarde, Brasil tendría la versión acústica de "Aún Hay Algo", tomado del DVD Live in Hollywood, lanzada como sencillo para promocionar el álbum en ese país (el sencillo oficial de Live in Hollywood en los demás países fue "No Pares").

## Video musical
El video musical de "Aun Hay Algo" se filmó en los camerinos del Auditorio Nacional y fue dirigido por Pedro Damián, por lo que es el cuarto trabajo que realizó Damián para RBD. A pesar de que el video se estrenó en noviembre de 2005, gozaba de un notable éxito durante los 3 primeros meses de 2006.
El video es acerca de lo que todos los miembros del grupo hacen antes de presentarse en uno de sus conciertos. La banda experimenta viajes surrealistas a través de diferentes partes de un teatro. Por último, el video muestra imágenes de como son los conciertos de RBD.

## Posicionamiento
La canción debutó en el número 36 en el Hot Latin Songs de Billboard, convirtiéndose en "Hot Shot Debut" a principios de marzo del 2006. La canción más tarde alcanzó el número 24 en abril del mismo año.
| Listas (2005)            | Listado                       | Mejor posición |
| ------------------------ | ----------------------------- | -------------- |
| US Billboard             | Latin Pop songs               | 9              |
| US Billboard Latin Songs | Latin Top Radio               | 24             |
| México                   | México - Los 40 Principales   | #1 (4 semanas) |
| México                   | México - Top Ten              | 3              |
| México                   | Telehit - Top 10 Week         | 2              |
| México                   | MTV México Hits               | 1              |
| Chile                    | Chile - Top Chart 100         | #1             |
| Colombia                 | Colombia - Los 10 mejores     | 2              |
| Brasil                   | Brasil - Top 100 Radio        | #1 (3 semanas) |
| Perú                     | Éxitos de Perú                | 3              |
| Argentina                | Argentina - 100 Chart Singles | 5              |
| España                   | Spain Hot Hits                | 1              |

## Premiaciones

### Premios Juventud
| Año  | Categoría       | Resultado |
| ---- | --------------- | --------- |
| 2006 | La más pegajosa | Ganadora  |